# Сицкое княжество
Сицкое княжество — небольшое удельное княжество, занимавшее бассейн реки Сить и отделившееся в 1408 году от Моложского. Первым удельным князем был Семён Фёдорович (XVI колено от Рюрика), второй сын моложского князя Фёдора Михайловича, который получил эти земли после смерти отца в 1408 году. Земли княжества располагались в среднем течении реки Сить и ранее принадлежали Ярославскому княжеству. При том же разделе Моложского княжества нижнее течение реки Сить с селом Брейтово отошло к Прозоровскому княжеству, а верхнее течение реки входило в состав Угличского княжества. Территория княжества интересна тем, что на ней обитает этническая группа под названием сицкари, которые попали под внимание исследователей только в XVIII—XIX веках, происхождение их неизвестно, но, возможно, как-то связано с историей княжества.
Удельными князьями были двое сыновей Семёна — бездетный Борис и Пётр, сын которого, Фёдор Кривой, был уже безудельным князем на службе у великого князя Московского Ивана III Васильевича и его сына Василия III, однако сохранил свои вотчины на реке. На московской службе князья Сицкие упоминаются в течение всего XVI и XVII века. К началу петровских преобразований такого рода уже не существовало.